# Michigan J. Broscoiul
Michigan J. Broscoiul este un personaj fictiv de desene animate.
A debutat în desenul animat One Froggy Evening (difuzat la 31 decembrie 1955), scris de Michael Maltese și regizat de Chuck Jones. Michigan este o broască masculină ce poartă un joben, un baston și cântă muzică pop, ragtime, hituri  Tin Pan Alley și alte cântece din secolele XIX și XX, în timp ce dansează și face acrobații specifice vodevilului. Personajul a apărut ulterior în desenul Another Froggy Evening, care a fost difuzat la 6 octombrie 1995. El a fost de asemenea mascota canalului The WB Television Network până în 2005.